# Guatemala op de Olympische Zomerspelen 1972
Guatemala nam deel aan de Olympische Zomerspelen 1972 in München, West-Duitsland. Ook tijdens deze derde deelname werd geen enkele medaille gewonnen.

## Deelnemers en resultaten

### Atletiek
| Olympiër            | Discipline             | Resultaat | Prestatie                |
| ------------------- | ---------------------- | --------- | ------------------------ |
| Carlos Cuque        | 5000m (m)              | 61e       | serie 2: 11de in 15.53,4 |
| Julio Quevedo       | 10000m (m)             | 40e       | serie 2: 14de in 30.08,4 |
| Julio Quevedo       | 3000m steeplechase (m) | 47e       | serie 4: 13de in 9.28,4  |
| Carlos Cuque        | marathon (m)           | 43e       | 2:28.37                  |
| Julio Quevedo       | marathon (m)           | 54e       | 2:40.38                  |
| Luis Alberto Flores | tienkamp (m)           | DNF       | niet gefinisht           |

### Schietsport
| Olympiër                  | Discipline          | Resultaat | Prestatie                                        |
| ------------------------- | ------------------- | --------- | ------------------------------------------------ |
| Victor Manuel Castellanos | 25m snelvuurpistool | 61e       | kwalificatie: 50ste met 567 punten (192-191-184) |

### Worstelen
| Olympiër               | Discipline  | Resultaat   | Prestatie |
| Vrije stijl            | Vrije stijl | Vrije stijl | Vrije stijl |
| ---------------------- | ----------- | ----------- | --- |
| Rafael Pedroza         | -52kg (m)   | 21e         | 1ste ronde: V van AUS Kinsella 2de ronde: V van ROU Ciarnău                                                                                                |
| Luis Arturo Fuentes    | -57kg (m)   | 20e         | 1ste ronde: V van ARG Maggiolo 2de ronde: V van IND Nath                                                                                                   |
| Joseph Bürge           | -62kg (m)   | 7e          | 1ste ronde: W van GRE Koutsoupakis 2de ronde: W van FRA Toulotte 3de ronde: W van IND Singh 4de ronde: W van FRG Weisenberger 5de ronde: V van BUL Krastev |
| Grieks-Romeins         |             |             | |
| Juan de Dios Hernandez | -62kg (m)   | 16e         | 1ste ronde: V van FIN Laakso 2de ronde: V van GDR Wehling                                                                                                  |

Afghanistan · Albanië · Algerije · Amerikaanse Maagdeneilanden · Argentinië · Australië · Bahama's · Barbados · België · Bermuda · Birma · Bolivia · Bondsrepubliek Duitsland · Brazilië · Brits-Honduras · Bulgarije · Canada · Ceylon · Chili · Colombia · Congo-Brazzaville · Costa Rica · Cuba · Dahomey · Denemarken · Dominicaanse Republiek · Duitse Democratische Republiek · Ecuador · Egypte · El Salvador · Ethiopië · Fiji · Filipijnen · Finland · Frankrijk · Gabon · Ghana · Griekenland · Groot-Brittannië · Guatemala · Guyana · Haïti · Hongarije · Hongkong · Ierland · IJsland · India · Indonesië · Iran · Israël · Italië · Ivoorkust · Jamaica · Japan · Joegoslavië · Kameroen · Kenia · Khmerrepubliek · Koeweit · Lesotho · Libanon · Liberia · Liechtenstein · Luxemburg · Madagaskar · Malawi · Maleisië · Mali · Malta · Marokko · Mexico · Monaco · Mongolië · Nederland · Nederlandse Antillen · Nepal · Nicaragua · Nieuw-Zeeland · Niger · Nigeria · Noord-Korea · Noorwegen · Oeganda · Oostenrijk · Opper-Volta · Pakistan · Panama · Paraguay · Peru · Polen · Portugal · Puerto Rico · Roemenië · San Marino · Saoedi-Arabië · Senegal · Singapore · Soedan · Somalië · Sovjet-Unie · Spanje · Suriname · Swaziland · Syrië · Taiwan · Tanzania · Thailand · Togo · Trinidad en Tobago · Tsjaad · Tsjecho-Slowakije · Tunesië · Turkije · Uruguay · Venezuela · Verenigde Staten · Vietnam · Zambia · Zuid-Korea · Zweden · Zwitserland